# دالویس
دالویس (به فرانسوی: Daluis) یک کمون (فرانسه) در فرانسه است که در canton of Guillaumes واقع شده‌است. دالویس ۴۰٫۰۳ کیلومتر مربع مساحت دارد ۶۷۳ متر بالاتر از سطح دریا واقع شده‌است.